# チート薬師のスローライフ〜異世界に作ろうドラッグストア〜
『チート薬師のスローライフ〜異世界に作ろうドラッグストア〜』（チートくすしのスローライフ いせかいにつくろうドラッグストア）は、ケンノジによる日本のライトノベル。Web小説版は「小説家になろう」にて2016年7月から2020年7月まで連載され、同年10月に削除された。書籍版は2017年にレッドライジングブックス（リンダパブリッシャーズ）から『チート薬師のスローライフ 異世界に作ろうドラッグストア』のタイトルで全2巻刊行された後、ブレイブ文庫（一二三書房）より2018年4月から2023年1月まで刊行された。イラストはレッドライジングブックス版を庄司二号、ブレイブ文庫版を松うにが担当。2023年11月時点で電子書籍を含むシリーズ累計発行部数は120万部を突破している。
メディアミックスとして、春乃えりによるコミカライズが『WEBコミックガンマぷらす』（竹書房）にて2018年12月より連載されており、また2021年7月から9月までテレビアニメが放送された（後述）。
Web小説版は削除されたが、書籍にて連載を続ける旨の発言をしている。

## あらすじ
社畜生活を送っていた桐尾礼治（レイジ）は、社畜生活に嫌気を感じつつ会社に向かって歩いていたら、いつの間にか鑑定と創薬の2種類のスキルを持った状態で異世界の森の中にいた。森の中を歩いていると重傷を負っていた人狼の少女ノエラを見つける。ノエラは自分でポーションを持っていたものの、ポーションの酷い匂いと味のせいで飲もうとしない。そこでレイジは創薬スキルで得た知識と鑑定スキルで集めた素材で製薬したポーション（優）を使いノエラを助ける。助けたお礼としてノエラの案内で田舎町のカルタを訪れる。そこで金を得るために持ち込んだポーション（優）が雑貨屋の店主アルフの関心を引き、レイジは店主からの頼みで革命ポーションと商品名を改め製造納品することになる。宿屋で寝泊まりしながら1週間ほど働き、300万リンを儲けたレイジはアルフに紹介された空き家（家賃無し）に住むことにする。数日後、家を改装しドラッグストア「キリオドラッグ」を開店することを決意する。

## 登場人物
登場人物の設定、登場順が原作小説、コミカライズ版、テレビアニメ版で異なる。本項では原作小説の設定と登場順で紹介する。
声の項はテレビアニメ版の担当声優。

### 主要人物
桐尾 礼治（きりお れいじ）／レイジ
声 - 福島潤
本作の主人公。24歳の青年。社畜生活を送っていたが、ある時鑑定と創薬のスキルを所持した状態で異世界に転移させられる。キリオドラッグの店長。
生成する薬がかなり強力なほか、周囲の人間関係が特殊なこともあり、革命児、異国の天才錬金術師、薬神、大魔王等様々な異名を（勝手に）付けられている。
薬によって助けられた人から好意を持たれていることが多いのだが、好意に鈍いのか全く気付いた様子は無い。
コミカライズ版では会社に向かっているシーンはカットされ、転移直後から描かれている。この時既に異世界の服を着ている。
アニメ第12話では直前までスーツを着ていたはずが、転移した際に突然服装が変わっている。原作では服装についての記述はない。
ノエラ
声 - 松田利冴
本作のヒロインの一人。子供っぽい人狼の少女。森の中でひどい外傷を負っていたところをレイジの製薬したポーション（優）を飲み回復する。以後彼を「あるじ」と呼び懐くようになる。「るー」という鳴き声のような言葉が口癖。周囲からは人狼が珍しく思われており、特に子供から興味を持たれて馴れ馴れしく（特に尻尾を）触られており、本人は嫌がっているが、暴れるわけにもいかないため我慢している。
基本的に子供“っぽい”というよりも子供そのものの思考をしており、裏表無く思ったことをすぐ口に出す。また好奇心旺盛なため、いろいろなものに後先考えず手を出すほか、道に落ちている木の実などをどんな味がするか確認するためにすぐ食べてしまう。
なお、獣の耳と尻尾のある少女の姿と狼そのものの姿への変身が出来るのだが、キリオドラッグでは基本的に少女の姿で生活しており、狼の姿になることは殆ど無い。
アニメでは第1話より登場。少女の姿で生活しており、狼の姿は1話と12話の2度しか登場しない。
ミナ・フリューレ
声 - 熊田茜音
本作のヒロインの一人。レイジたちが訪れた空き家（元々はミナの家）に住み着いていた幽霊の少女。特別な力を使わない限りは家主のレイジにしか姿が見えない。幽霊であることを自覚しておらず、指摘されても否定し、あくまでも守り神と言い張っている。
当初は家の中から出る事が出来ず地縛霊と思われていたのだが、後に家そのものではなく家の地下室に残されていた、母親（声 - 早水リサ）から貰ったブローチに縛られていることが発覚し、ブローチを持ち歩いて移動することで外に出る事が出来るようになった。
基本的に穏やかな性格だが、実は心の中では乱暴な口調で貶しており、一度心の声を聞く薬を誤って飲み、心の内が発覚した際はレイジ達を怯えさせた。ただしレイジ達が嫌いなわけでは無いため、薬で生前の母の思いを知った時は感謝の言葉を述べている。
アニメでは一話より登場。最初の出会いはカットされ、回想で少し語られるのみとなっている。

### その他の登場人物
アルフ
声 - 間島淳司
雑貨屋の店主。収入があまり無いらしく、常に機嫌の悪い奥さんに殴られた怪我をレイジのポーション（優）が治したことで効果と味の良さに惚れ、ポーション（優）を革命ポーションと名を改め製造納品を依頼する。
レイジに空き家（元ミナの家）を紹介したのもアルフであり、300万リン儲けることができたのもアルフの店の信頼によるところが大きい。レイジが使う薬の容器もアルフから仕入れている。
アニメでは第1話より登場。上記の話がカットされ「前にお世話になった」の一言だけで済まされている。革命ポーションもエナジーポーション（猛烈ポーション）に変更され、エナジーポーション（猛烈ポーション）を自分の店で売るように契約するため店を訪れた。
クルル
声 - 中西伶郎
エルフの男性。同性愛者だが、身内にはレイジが言うまでバレていなかった。村一番の弓上手。キリオドラッグが開店してから最初に来店した客である。
レイジの事を一目見てから気に入っており、言葉の節々に「尻を貸す」などの性的な発言が垣間見えている。
カルタ祭で狙撃を行うことになっていたのだが、本番直前になって矢が的にうまく当たらなくなり、「的に必ず矢が当たる薬を作って欲しい」とレイジに無茶ぶりをする（なお、原因は練習のし過ぎによる眼精疲労だった）。
レイジの作成した目薬で視力が回復したことで、カルタ祭の本番では的に矢を当てることに成功した。
アニメでは序盤の登場がカットされており、リリカと共に狩猟祭が初登場となっている。
リリカ
声 - 渡ゆうか
エルフの女性。クルルの妹。クルルとは逆に弓は全くの不得意で、動かない的に5回に1回しか命中せず、確実に命中する距離も5m程度。
クルルがレイジを気に入り、キリオドラッグに入り浸っていることに嫉妬し、キリオドラッグを訪れる。なお、兄が同性愛者とは知らず、更にレイジの名前を「デイジー」と聞き間違えており、たまたま店番をしていたミナの事をデイジーと思い込んだ。
レイジから兄が同性愛者であることを聞き、また男好きを抑えるため強ランデンエキスをレイジから渡されたのだが、早く男好きを抑えたいがために夕食に一気に大量の強ランデンエキスを混ぜてしまい、クルルをオカマ化させてしまった。
その後、狩猟祭で弓の腕に関して子ども扱いするクルルを見返すためにレイジを頼り、遠距離攻撃は無理なのであえて子供用の短弓を使うこと、また誘引剤を用いて獣の方から来てもらうことで大量の獣を狩り、狩猟祭で優勝した。
アニメでは序盤の登場がカットされており、クルルと共に狩猟祭が初登場となっている。
ジラル・アロンゾ
声 - 八代拓
有名地主のアロンゾ家の息子。「一応家の主人」と自称しており、家督は既に継いでいる模様。
買い物のために店番の女性と会話するだけで浮気と勘違いして迫り、包丁を持って追いかけるなど、様子のおかしくなった恋人のフェリス（声 - 鈴代紗弓）をどうにかするように頼む（なお、原因は極度の心配性に加えて寝不足によるイライラだった）。その後もいろいろとレイジの世話になり、時には家の設備を貸したりとレイジに協力している。
アニメでは一話より登場。クルルとリリカの登場がカットされたため、客というよりも販売契約を結びに来たアルフを除けば、最初の客となる。
エレイン・フェーン・ドラン・バルガス
声 - 松田颯水
領主カスティ（声 - 松田健一郎）の娘であり、お嬢様。母親のフラム（声 - 米山明日美）が晩餐会で注目を集めるためにキリオドラッグに注文をしたことを知り、自身も晩餐会でラースという貴族の男を振り向かせるために惚れ薬の類を求めるが、レイジに宥められ香水で妥協する。なお、結局レイジの方が気になり、晩餐会に行くこと自体をやめている。
その後も父親に許可をもらってキリオドラッグでアルバイトをしたりと、レイジと関わろうとしている。ノエラとは最初はレイジとの取り合いで仲が悪かったが、エレインが自作の香水をプレゼントしたことで改善された。
思春期の時期であり、父親のカスティとの仲はあまりうまくいっていない。
レーン
声 - 栗田圭
領主カスティの執事。フラムの依頼を伝えるためにキリオドラッグを訪れ、その後もフラムとカスティの依頼を伝えるためにたびたび訪れる。
アナベル
声 - 東内マリ子
傭兵団『赤猫団』の女団長。領主カスティに雇われて町の警備を担当しており、町を襲う魔獣や盗賊などを追い払っている。
怪我人用の革命ポーションを毎晩勝手に2〜5本飲んで傭兵団の財布を圧迫している。
アニメでは革命ポーションが登場しないため、代わりに疲労回復効果・覚醒作用のある猛烈ポーションを毎晩勝手に2〜5本飲んでいる。後にレイジがポーションを無料で提供し、代金代わりに薬の宣伝を手伝うことで解決している。
ガロウ・エジル
声 - 内村史子
悪役であり魔王。しかし外見は子供の様に小柄であり、威厳は無い。
アナベルと同じくレイジの作成した革命ポーション（アニメでは猛烈ポーション）を常飲しており、普段飲んでる分では足りなくなったため直接キリオドラッグを訪れる。そこでノエラに一目惚れし、何とか振り向いてもらうと必死になっているが、当のノエラからは嫌われている。
レイジの薬を模倣できれば振り向いてもらえると考え、休日を使ってアルバイトを行っている。なお、週4日と頻度が高く、執事には外出について何も伝えていないため心配されている（町に探し人の張り紙を張っていたこともある）。
基本的にノエラに振り向いてもらうためなら手段は選ばず、レイジからは「そのあたりは魔王らしい」と評されている。
レナ
声 - 濱中優羽
近所の食堂のうさぎ亭で働く看板娘。うさぎ亭では父（声 - 武田幸史）が料理をし、レナが配達と勘定を担当している。
うさぎ亭の土地を狙っているフェルナンドによって客が奪われ経営難に陥っていたのだが、レイジがロクショウのソースを製作したことで客足が戻り、危機を脱した。
フェルナンド
声 - 丹沢晃之
肉料理の店コムデールのオーナー。レイジからはシルクハットとスーツ、U型の口髭とふくよかな体型という外見から「ピエール」というあだ名を勝手に付けられている。
ウサギ亭の土地を手に入れるため、客を横取りしてウサギ亭の経営を傾かせていたが、レイジの製作したロクショウのソースにより失敗に終わる。
ポーラ
声 - 広瀬世華
道具屋の女店主。店内がカーテンを閉め切っていて暗いことと、周辺が基本的に平和な田舎町であることから、客の入りは悪く、利用しているのはもっぱら赤猫団と町の住民である。
初対面時は赤猫団の防具の修理が忙しく寝不足で髪がボサボサになっていたため、その後外見を整えてキリオドラッグを訪れた際は、レイジはポーラが誰なのか分からなくなっていた。
その後は昼食を狙ってキリオドラッグに来るなど、行動が厚かましくなっていく。
ビビ
声 - 大西沙織
湖の精霊。精霊だからと言って何か特殊能力があるわけではなく、自分の姿を液状の形態と人型の形態に切り替えられる程度。
暑さに非常に弱く、周辺の外気温は彼女にとっては暑すぎる。また長時間暑い外気温にさらされると人間の形態を維持する事が出来ず、スライムのような溶けた状態となってしまう。そのため普段は湖から遠くに離れる事が出来ない。
元々は精霊として崇められお供え物として贈られる食べ物を食べて生活していたが、お供えする人間が雨を降らせるなどの超常現象を起こすように見返りを求め、当然ビビにそんな能力は無いため次第に信仰を失い、魔物の出現をきっかけに完全に人が来なくなってしまう。お供えをする人間は見返りの事しか考えていなかったため人間不信に陥っている。
そのまま食べ物にありつけず空腹の状態で過ごしていたところ、ミナの紹介で湖を訪れたレイジ達が釣りを始め、空腹のあまり餌に食いついてしまい吊り上げられる。その後事情を知ったレイジ達により魚を分けてもらったうえ、キリオドラッグでアルバイトをすることとなる。
なお、前述の暑さに弱いため湖から離れられない問題に対しては、「冷却ジェル 冷やっ恋」を塗って解決している。
アニメ版ではエジルの方が先に登場したため、エジルの後輩としてアルバイトをすることとなる。

## 用語解説
スキルや薬の設定が原作小説、コミカライズ版、テレビアニメ版で異なる。本項では原作小説の設定、登場順で紹介する。

### 人物関連
異世界人
レイジが自分を鑑定したときに表示された。コミカライズ版でも同様に表示されている。
人狼
ノエラのステータスを見たときに表示された。人と狼の姿をとることができる亜人種。コミカライズ版では見た目で人狼だと気づいた。

### スキル関連
鑑定
物の名前や効果が分かるスキル。近くに薬がある場合、反応で薬の場所がわかるようになる。異世界転移し最初に鑑定した猫と豚が融合したような生物が、ニャアトンという食材だとわかった。
創薬
名前の通り、新薬を作るのに必要な材料や手順がわかるようになるスキル。原作では鑑定した植物の根や茎、葉をすりつぶした物とミネラルウォーターを攪拌させることでポーション（優）を製薬した。

### 薬関連
ポーション
普通のポーション。止血効果があり外傷に効きやすい。傷薬なのだが、患部に塗るのではなく飲んで使用する飲み薬。
レイジが作り出したものではなく、物語の舞台である異世界に元から普及している薬である。
非常にクサい臭いとゴミのような味がするため、評判は非常に悪い。
ポーション（優）、革命ポーション
鑑定した植物の根や茎、葉をすりつぶした物と水をペットボトルに入れ攪拌させることで製薬した。
コミカライズ版の創薬スキルによると材料はエアロ、トオリギソウ、アマネ。
臭いと味のせいで重傷のノエラがポーションを飲まないため、その場で急遽製薬したポーションの上位互換。通常のポーション以上に止血効果があり外傷によく効く。また従来のポーションにあった臭いと味が改善されており、自分で飲んだレイジによるとスポーツドリンクと同じ味がするらしい。
雑貨屋のアルフの怪我を治す際も使用され、その後アルフの頼みで革命ポーションと名を改め量産販売される。
エナジーポーション
創薬スキルによると材料はポーションの材料にハチミツ、ショウガ、オレンジを加えたもの。作り方の説明はなし。
止血効果ではなく疲労回復効果・覚醒作用のあるポーション。効果には個人差がある。自分で飲んだレイジによるとエナジードリンク系の味がするらしい。
空き家の改装を委託した大工が高齢者ばかりであるため、疲労軽減と効率アップのためにレイジが製薬した。
なお、これを飲んだ大工は突然筋骨隆々になり、キャラが変わるほどパワーアップした（なお一名、中二病のような発言をし始めたものもいた）。
目薬
創薬スキルによると材料は水と少量の塩と貝の煮汁。作り方の説明はなし。
疲れ目に効き、目の細胞の修復を促進させる。
「的に必ず矢が当たる薬を作って欲しい」と無茶ぶりをするクルルに対し、原因が目の疲れにあると推理し製薬した。
ランデンフラワー茶
創薬スキルによると材料は乾燥した花とショウガ。作り方の説明はなし。
いわゆる薬膳茶であり、神経を鎮める効果、リラックス効果がある。
寝不足によるイライラで暴走するフェリスを落ち着かせるために飲ませた。
消臭液
創薬スキルによる作り方、材料の説明なし。
嫌なにおいもキレイさっぱり消失させる消臭液。
洗剤
創薬スキルによる作り方、材料の説明なし。
何の変哲もないただの洗剤なのだが、そもそも異世界には洗剤の概念が無く、汚れは水だけで強引に落としていたため、洗い物が非常に楽になった。
強ランデンエキス
創薬スキルによる作り方、材料の説明なし。
精神を鎮めることにより性欲を減衰させる薬。副作用あり。ランデンフラワー茶を流用している。
クルルの男好きを抑えるために製薬したのだが、リリカが分量を守らず一気に大量に服用させてしまったため、オネエのような口調になり、顎が割れる、顔が濃くなるなどの副作用が3日間生じた。
美容ジェル
創薬スキルによると材料はヤギのミルク、梨に似た果実、花びら。作り方の説明はなし。
いわゆるクリームタイプのファンデーション。保湿や美白効果がある。
老け顔を気にして、若返りの薬を調合してほしいと頼むフラム夫人に、代案として製薬した。
カプシン液（強）
創薬スキルによると材料は度数の高いお酒とカプシンガラシ。作り方の説明はなし。
空気に触れると即座に気化して激しい目の痛みや鼻水、さらに呼吸困難を起こす催涙ガスを発生させる。人体には無害で、命の危険は無い。
赤猫団が盗賊の襲撃に苦戦し怪我人が増えている事を知ったレイジが製薬し、赤猫団によって盗賊の捕縛・撃退に使われた。
なお、赤猫団全員が蓋を開けた時に近づき催涙ガスを食らい、レイジ自身も瓶の詰め替えに失敗し、催涙ガスを食らっている。
チャームフレグランス
果実の爽やかな香りが特徴の香水。創薬スキルによる作り方、材料の説明なし。
惚れ薬を注文しようとしたエレインに、代案として作った香水。
何の変哲もないただの香水であり、良い匂いがするだけで惚れ薬のような効果は無い。
忌避剤
動物除け薬。創薬スキルによる作り方、材料の説明なし。
人間には感じないが獣が嫌いな臭いを発し、獣を避け付けない。刷毛で柵に塗布することで獣を撃退した。
人狼であるノエラにも効果を発揮してしまい嫌がられた。
誘引剤
忌避剤とは逆に獣を引き寄せる薬。
狩猟祭にて、クルルを見返したいリリカの頼みで作成した。
解毒剤
鎮静作用の他、有害物質を除去し排出を促す。創薬スキルによる作り方、材料の説明なし。
幻覚作用のあるアリマナ草を大量に食べ、敵と戦う幻覚を見て暴走するコドラを治療するため作製。体の中の毒などの成分を、排泄物と一緒に体から排出する。効果の仕様上、利尿剤・下剤に近い効果も持っている。
クチクンジュース
クチクン成分が代謝を促進、脂肪を燃焼しやすくする。創薬スキルによる作り方、材料の説明なし。
実体でいる時間が長く、その状態のままお菓子を大量に食べたため太ってしまったミナのダイエットの補助として作成。
エモーショナル・ドライブ
エモーショナルがドライブする精力増強剤。創薬スキルによる作り方、材料の説明なし。
ジラルとも子供が欲しくなったフェリスの頼みを聞いて作製。男性だけでなく女性にも効果がある。
レイジが薬の説明をする際「元気になる薬」と表現を濁し、それを真に受けたノエラがミナやアナベルに飲ませてしまい発情する事態となった。
苦衣α
強い苦みを発する液体。創薬スキルによる作り方、材料の説明なし。
物を苦衣αにつけると苦衣αの薄い膜で覆われてコーティングが施され、口に入れても苦みしか感じなくなる。
落ちている木の実を食べ、腹痛を起こしたノエラに対して、再発を防ぐ躾として使用した。
爆釣れ君
釣り針に付着させるジェル状の餌。魔獣コイコイを流用して作製している。
魚をおびき寄せる餌。しかし使用した際は精霊のビビも対象内だったようで、爆釣れ君に食いついた。

## 既刊一覧

### 小説
- ケンノジ（著）・庄司二号（イラスト） 『チート薬師のスローライフ 異世界に作ろうドラッグストア』 リンダパブリッシャーズ〈レッドライジングブックス〉、全2巻
  1. 2017年2月23日発売[11]、ISBN 978-4-8030-1005-3
  2. 2017年6月23日発売[12]、ISBN 978-4-8030-1059-6
- ケンノジ（著）・松うに（イラスト） 『チート薬師のスローライフ〜異世界に作ろうドラッグストア〜』 一二三書房〈ブレイブ文庫〉、全8巻
  1. 2018年4月28日初版第一刷発行（同日発売[13]）、ISBN 978-4-89199-492-1
  2. 2018年11月28日初版第一刷発行（同日発売[14]）、ISBN 978-4-89199-534-8
  3. 2019年6月28日初版第一刷発行（同日発売[15]）、ISBN 978-4-89199-567-6
  4. 2020年5月28日初版第一刷発行（同日発売[16]）、ISBN 978-4-89199-628-4
  5. 2021年2月25日初版第一刷発行（同日発売[17]）、ISBN 978-4-89199-688-8
  6. 2021年6月30日初版第一刷発行（同日発売[18]）、ISBN 978-4-89199-718-2
  7. 2021年10月25日初版第一刷発行（同日発売[19]）、ISBN 978-4-89199-760-1
  8. 2023年1月25日初版第一刷発行（同日発売[20]）、ISBN 978-4-89199-925-4

### 漫画
- 春乃えり（漫画）・ケンノジ（原作）・松うに（キャラクター原案） 『チート薬師のスローライフ〜異世界に作ろうドラッグストア〜』 竹書房〈バンブーコミックス〉、既刊13巻（2025年6月6日現在）
  1. 2019年7月12日初版第1刷発行（6月28日発売[21]）、ISBN 978-4-8019-6665-9
  2. 2020年1月24日初版第1刷発行（1月10日発売[22]）、ISBN 978-4-8019-6839-4
  3. 2020年6月11日初版第1刷発行（5月28日発売[23]）、ISBN 978-4-8019-6949-0
  4. 2020年12月10日初版第1刷発行（11月26日発売[24]）、ISBN 978-4-8019-7136-3
  5. 2021年7月8日初版第1刷発行（6月24日発売[25]）、ISBN 978-4-8019-7345-9
  6. 2021年10月8日初版第1刷発行（9月24日発売[26]）、ISBN 978-4-8019-7430-2
  7. 2022年5月11日初版第1刷発行（4月27日発売[27]）、ISBN 978-4-8019-7610-8
  8. 2022年11月21日初版第1刷発行（11月7日発売[28]）、ISBN 978-4-8019-7887-4
  9. 2023年4月20日初版第1刷発行（4月6日発売[29]）、ISBN 978-4-8019-8000-6
  10. 2023年11月21日初版第1刷発行（11月7日発売[30][31]）、ISBN 978-4-8019-8193-5 / ISBN 978-4-8019-8194-2（特装版）
  11. 2024年5月21日初版第1刷発行（5月7日発売[32]）、ISBN 978-4-8019-8319-9
  12. 2024年11月7日発売[33]、ISBN 978-4-8019-8490-5
  13. 2025年6月6日発売[34]、ISBN 978-4-8019-8661-9

## テレビアニメ
| 原作                 | ケンノジ |
| キャラクター原案     | 松うに |
| 監督                 | 佐藤まさふみ |
| シリーズ構成         | 金杉弘子 |
| キャラクターデザイン | 住本悦子 |
| プロップ・2Dデザイン | 杉山友美 |
| 美術監督             | 田尻健一 |
| 美術設定             | ムクオスタジオ |
| 色彩設計             | 中野倫明 |
| 撮影監督             | 田沢二郎 |
| CGディレクター       | 柴田渉 |
| 編集                 | 新見元希 |
| 音響監督             | 納谷僚介 |
| 音楽                 | 菊谷知樹 |
| 音楽制作             | ランティス |
| 音響制作             | スタジオマウス |
| 音楽プロデューサー   | 川野勝広 |
| プロデューサー       | 臼井久人、梶原剛、岡田秀信、 吉江輝成、山崎篤、遠藤汐、 大和田智之、渕江麻衣子、藍谷厚史、 宮本秀晃、鈴木公尚、近藤泰介 |
| アニメーション制作   | EMTスクエアード |
| プロデュース         | 冬寂 |
| 製作                 | チート薬師製作委員会 |

2019年12月にアニメ化企画進行中であることが、2020年5月にテレビアニメ化がそれぞれ発表され、2021年7月から9月までTOKYO MXほかにて放送された。

### 用語解説（テレビアニメ）

#### スキル関連（テレビアニメ）
鑑定
物の名前や効果が分かるスキル。原作やコミカライズ版では文章が現れて説明が行われていたが、アニメではレイジだけに見える妖精が現れ、木の実や植物、薬の名前や効果を、持っている板に描かれた文字や口頭で教えてくれる。
創薬
効果は作中において説明はなし。

#### 薬関連（テレビアニメ）
薬の名前や作られた経緯などは原作の内容と異なる。また、原作とテレビアニメでは薬の登場順が異なり、本項ではテレビアニメの登場順で紹介する。
エナジーポーション、猛烈ポーション
疲労回復効果・覚醒作用のあるポーション。効果には個人差がある。
雑貨屋のアルフの頼みでアルフの店で量産販売することになる。
元々はエナジーポーションという名前だったのだが、雑貨屋のアルフにより猛烈ポーションと勝手に名前を変えられている。大工には効果覿面で、一本だけで突然人が変わったようにパワーアップするが、一方でアナベルやエジルには効果が薄く、複数本常飲しても特に変化が見られない。
ランデンフラワー茶
いわゆる薬膳茶。神経を鎮めてリラックスさせる効果があり、不安やイライラを軽減させられる。
寝不足によるイライラで暴走するフェリスを落ち着かせるために飲ませた。
ボタニカル消臭液
植物成分100%の天然の臭い消し。
ウツボフラワー（ラフレシアのような植物）の臭いを消すのに使われた。その後ウサギ亭などで利用されている。
食器用洗剤キュキュキュのキュッ
作り方、材料の説明なし。
何の変哲もないただの洗剤。いままでの商品と違い、商品ラベルが貼られている（容器自体が高級品）。
元々はミナの家事を楽にするために作製したものだが、その後ウサギ亭に送っている。
魔獣コナーイ
獣や魔物が嫌がる臭いを発する薬。原作と違い霧吹きタイプ（容器自体がここだけオーバーテクノロジーとなっている）。
人狼であるノエラにも効果を発揮してしまい臭いと嫌がられ、ミナに体臭の事と勘違いされた（なぜかボタニカル消臭液を試す描写はない）。
なお、元々は原作と同じく「忌避剤」という名前だったのだが、ミナの売れないという判断により、「魔獣コナーイ」に改名された。
魔獣コイコイ
狩猟祭にて、クルルを見返したいリリカを支援するために製薬した。
魔獣コナーイとは逆に魔獣を引き寄せる薬。
なお、魔獣コナーイとは異なり、製薬した当初からこの名前であり、原作の「誘引剤」という名前は一切登場しない。
ハライタクナイン
いわゆる腹痛薬。道に落ちている木の実を食べお腹を壊したノエラのために製薬。
原作やコミカライズ版では作ったとだけ説明があり明確な描写が無かったのだが、アニメ版では商品ラベルが貼られているなど、明確な描写がされている。
苦衣α
強い苦みを発する液体。作り方、材料の説明なし。アニメ版では三角フラスコに入っている。
物を苦衣αにつけると苦衣αの薄い膜で覆われてコーティングが施され、口に入れても苦みしか感じなくなる。
好奇心で道に落ちている木の実を食べてしまい腹痛を起こしたノエラに対し、再発を防ぐ躾として使用した。
カプシン液
材料は酒、カプシンガラシ。容器は原作とは異なり、球状のガラスビンにコルクでフタをした簡素なもの。
赤猫団が盗賊の襲撃に苦戦し怪我人が増えている事を知ったレイジが作製し、赤猫団によって盗賊の撃退に使われた。
美肌ジェルべっぴんさん
いわゆるクリームタイプのファンデーション。保湿や美白効果がある。
エレインの母親であるフラムが晩餐会に注目を集めるため若返りの薬を依頼し、レイジは代案としてこれを製薬した。
チャームフレグランス
果実の爽やかな香りが特徴の香水。
自分の母親がキリオドラッグを利用したことを知り、惚れ薬を注文しようとしたエレインに、代案として製作した香水。
何の変哲もないただの香水であり、良い匂いがするだけで惚れ薬のような効果は無い。
冷却ジェル 冷やっ恋
非常に暑い日にエレインの父親がエレインを通して「冬になる薬」を依頼し、レイジが製薬したジェル状の薬品。
塗ったところから熱が放出され涼しくなる。ただし、塗りすぎると極寒のような寒さになる。
ノエラ・ミナ・エレインが使用した際は容器の中身を全部使用するまで塗ってしまい、雪山の遭難者のような状態となった。
後にビビの、外気温が暑すぎて湖から離れられない問題の解決に使われた。
本音ストレート
自分に対して辛辣なノエラが照れ隠しをしていると思い込み、本音を聞きたいというエジルの頼みを聞き作製した。
飲んだ人が発言した直後に、同じ姿の幽霊のような存在が現れ、本音を喋る。飲んだ人自身は本音を喋る幽霊のような存在は認識できない。
ノエラは元々本音をそのまま口に出しているため、同じ言葉を復唱するだけで終わった。
しかしミナが誤って飲んだ際は、普段の穏やかな性格とは正反対の荒い口調と性格の本音が現れ、レイジ達を怯えさせた。
ボディソープ・ムッシュ！(無臭)
男性用のボディソープ。ボタニカル消臭液を流用して作製している。
エレインとの仲がこじれていることを嘆く父親のカスティに、仲直りの一環として体臭を消すために作った。
なお、使用後は髭が無くなり、明らかに若返っているなど想定以上の効果を発揮している。
爆釣れ君
釣り針に付着させるジェル状の餌。魔獣コイコイを流用して作製している。
魚をおびき寄せる餌。しかし使用した際は精霊のビビも対象内だったようで、爆釣れ君に食いついた。
毛トリーヌ
ミナ、アナベル、ポーラの三人から、ムダ毛処理の問題の解決を頼まれて製薬した薬品。
いわゆる脱毛クリームであり、毛を溶かし、同時に毛の成長を阻害する成分が入っている。
ノエラに「女が綺麗になるための薬」と表現を濁した説明をした上で使わせようとしなかったため、勝手に使用してしまい、尻尾の先端の毛が完全に無くなってしまった。
また、ミナ達がどの部分の体毛を処理しようとしていたのか、使用法はどうなのかなどについては、具体的な描写がなかったために不明となっている。
毛ふえりーな
毛トリーヌを勝手に使い尻尾の毛が無くなってしまったノエラのために製薬した。
いわゆる毛生え薬。作中ではノエラ（獣人）の尻尾の毛に対して使用したが、人間の頭にも対応している。
パワーポーション
アナベルの指導でビビ、ミナ、ノエラが筋トレを行っている際に製薬した。エナジーポーションを流用している。
プロテインに近く、疲労の軽減と筋力増強の補助を行う。効果は元々の筋力が少ない程大きく現れる。
なお、全く鍛えていない人が、原液のまま一本丸々飲むと効果が強すぎるらしく、ミナとノエラが飲んだ際は直後にボディビルダーのような筋骨隆々の姿になり、声が太く、また「筋肉の声が聞こえる」など言動に異常が見られた（なお、試し飲みとしてパワーポーションの完成直後にレイジが自分で原液を飲んでいるのだが、飲んだ量が少なかったためか変化は見られていない）。
更にミナとノエラの互いの筋肉質な体に惚れこむかのような異様なやりとりを見てレイジもその間にまったく入り込めなくなり、赤猫団ですらその異様さに唖然とするほど。
その後、レイジは赤猫団に、この薬品を服用する際は数滴を水で薄めてからにするようにと忠告。その間にノエラとミナはボディビルディングのポージングを繰り返していた。この状態は1時間ほど続き、その後二人は元に戻った。
店へ戻る途中で、疲労のあまりレイジに背負ってもらっていたビビが、二人が聞いた声はきっと筋肉精霊の声だと主張した。ノエラたちは筋肉のマニアでもなければボディビルディングの知識もない筈であり、その彼女達が筋肉質になっただけでポージングなどのパフォーマンスを出来るようになるとは考え難く、薬が効いている間にこの筋肉精霊が彼女達に何らかの影響を与えていた可能性がある。ただし、この精霊については詳しい説明がないために詳細は不明のままであり、直接登場したこともないため外見も不明。
RKの遺伝子液
ノエラと近づきたいエジルの頼みを聞き、まず匂いをノエラの好みであるレイジの物と同じにするために製薬。RKとは「レイジ・キリオ」の略称である。容器がプッシュボトルになっている。
食事の中に混ぜて摂取することでレイジの遺伝子を取り込み、レイジと同じ匂いを出すようになる。
全く同じ匂いのためノエラにも嗅覚での区別が出来なくなっていたが、そもそもエジルの言動に問題があるためノエラには嫌われたままだった。
ウ・カール
物品鑑定の資格更新試験に苦戦するポーラに頼まれ製薬した。
薬を服用してから24時間の間記憶力が強化され、一度覚えたものを忘れることが無くなる。24時間を過ぎると覚えたものを忘れ始めてしまう。また、あくまでも忘れなくなるだけで、覚えるためには一度普通に勉強をする必要があり、また知能が強化されるわけでは無いため覚えた内容を理解できなければ意味が無い。
日焼け防止ジェルSUN散々
ミナの白い肌を羨むビビの頼みで製薬。
いわゆる日焼け止めクリーム。日焼け止めだけでなく保湿効果が付与されているほか、匂い付けとして花の匂いが入れられている。
なお、普段美容に興味が無いノエラも、レイジに構ってもらうためだけに顔に大量に塗っている。
肝臓の味方EX
赤猫団がパーティに誘われた際に、アナベルの部下で副隊長のドズが酒に非常に弱いため恥をかくことを懸念し、「酒に強くなれる薬」を依頼され製薬。
肝臓の機能を上昇させてアルコールの分解を促進し、悪酔い、二日酔いなどを予防する。
ドレスキレイーゼ
レイジ達がパーティに誘われた際に、地下から出した100年前の服を修復するため製薬。
どんな傷んだ服でも美しく再生する薬。具体的な使用法は明確な描写が無いため不明。
ポーション
物語の舞台である異世界に元から普及している普通のポーション。止血効果があり外傷に効く。とても臭い。
第12話の回想にて、傷ついたノエルを助けるために使用するがあまりの臭さに拒否される。なんとか助けたいレイジは創薬スキルを使い新たなポーションを製薬しノエルを助ける。原作と違い製薬する際に容器の形状や材質まで変化している。

### 主題歌
「ココロハヤル」
熊田茜音によるオープニングテーマ。作詞は唐沢美帆、作曲・編曲は菊池達也。
「マイニチカシマシファーマシー」
ノエラ（松田利冴）＆ミナ（熊田茜音）with 桐尾礼治（福島潤）によるエンディングテーマ。作詞・作曲・編曲は園田健太郎。

### 各話リスト
| 話数   | サブタイトル                                                                                         | 脚本       | 絵コンテ     | 演出         | 作画監督                                                                            | 総作画監督        | 初放送日      |
| ------ | --- | ---------- | ------------ | ------------ | ----------------------------------------------------------------------------------- | ----------------- | ------------- |
| 第1話  | 本日の処方箋 - その① 猛烈ポーション - その② ランデンフラワー茶 - その③ ボタニカル消臭液              | 金杉弘子   | 佐藤まさふみ | 佐藤まさふみ | はっとりますみ 岡田由起子                                                           | 住本悦子          | 2021年 7月7日 |
| 第2話  | 本日の処方箋 - その① 食器用洗剤キュキュキュのキュッ - その② 魔獣コナーイ - その③ カプシン液          | 金杉弘子   | 甲藤円       | 東田夏実     | 藤田正幸 北島勇樹 太田悌記                                                          | 住本悦子 杉村苑美 | 7月14日       |
| 第3話  | 本日の処方箋 - その① 美肌ジェルべっぴんさん - その② チャームフレグランス - その③ 冷却ジェル 冷やっ恋 | 金杉弘子   | 石井久志     | 石井久志     | 杉村苑美 和田勝之 山内大輔 保村成                                                   | 細田沙織          | 7月21日       |
| 第4話  | 本日の処方箋 - その① ロクショウのソース - その② エモーショナル・ドライブ                             | 藤本冴香   | 徐恵眞       | 徐恵眞       | 上田恵理 藤田正幸 岡田由起子                                                        | 杉村苑美          | 7月28日       |
| 第5話  | 本日の処方箋 - その① 誘引剤魔獣コイコイ - その② お母さんのブローチ - その③ 腹痛薬ハライタクナイン    | 渡邊大輔   | 柳沢テツヤ   | 佐藤まさふみ | 太田悌記 保村成 亀田朋幸 畠山佳苗 田中有紗 藤田正幸                                 | 杉村苑美 中野裕紀 | 8月4日        |
| 第6話  | 本日の処方箋 - その① 超強力接着剤ベトピタン - その② 研磨液ツルキラピカ                               | 大島のぞむ | 森脇真琴     | 遠藤裕二     | 亀田朋幸 太田悌記 藤田正幸 山内大輔                                                 | 住本悦子          | 8月11日       |
| 第7話  | 本日の処方箋 - その① る？ 魔王降臨！ - その② 本音ストレート                                          | 大島のぞむ | 東田夏実     | 東田夏実     | 上田恵理 藤田正幸 保村成                                                            | 細田沙織          | 8月18日       |
| 第8話  | 本日の処方箋 - その① ボディソープ・ムッシュ！（無臭） - その② 3min 蘇生薬                            | 金杉弘子   | 三宅和男     | 三宅和男     | 藤田正幸 和田勝之 重松しんいち                                                      | 今中菜々          | 8月25日       |
| 第9話  | 本日の処方箋 - その① 爆釣れ君 - その② 毛トリーヌ                                                     | 藤本冴香   | 島津裕紀     | 東田夏実     | 飯飼一幸 Nyki Ikyn 福地和浩                                                         | 細田沙織          | 9月1日        |
| 第10話 | 本日の処方箋 - その① パワーポーション - その② RKの遺伝子液                                           | 渡邊大輔   | 宮浦栗生     | 徐恵眞       | 吉岡敏幸 岡田由起子 中島美子 青木伸一 Nyki Ikyn 森悦史                              | 杉村苑美          | 9月8日        |
| 第11話 | 本日の処方箋 - その① ウ・カール - その② 日焼け防止ジェルSUN散々                                      | 金杉弘子   | 宮浦栗生     | 濁川敦       | 藤田正幸 北島勇樹 上田恵理                                                          | 細田沙織          | 9月15日       |
| 第12話 | 本日の処方箋 - 異世界に作ろう！ドラッグストア                                                        | 金杉弘子   | 佐藤まさふみ | 佐藤まさふみ | 築山翔太 大塚多恵子 畠山佳苗 藤田正幸 福地和浩 櫻井拓郎 杉村苑美 上田惠理 Nyki Ikyn | 藤田正幸          | 9月22日       |

### 放送局
| 放送期間               | 放送時間                     | 放送局   | 対象地域 | 備考                                 |
| ---------------------- | ---------------------------- | -------- | -------- | ------------------------------------ |
| 2021年7月7日 - 9月22日 | 水曜 22:00 - 22:30           | TOKYO MX | 東京都   |                                      |
| 2021年7月8日 - 9月23日 | 木曜 0:00 - 0:30（水曜深夜） | BS11     | 日本全域 | 製作参加 / BS放送 / 『ANIME+』枠     |
|                        | 木曜 22:30 - 23:00           | AT-X     | 日本全域 | CS放送 / 字幕放送 / リピート放送あり |

dアニメストアでは2021年7月7日から水曜22時30分に最速配信。その他の配信サービスではビデオマーケット、GYAO!、GYAO!ストア、DMM.com、music.jp、FOD、J:COMオンデマンド、ABEMA、Hulu、Rakuten TV、ふらっと動画、U-NEXT、アニメ放題、TSUTAYA TV、バンダイチャンネル、HAPPY!動画、ジャンバリ.TV、Google Playにて順次配信。